# Athaumasta ochracea
Athaumasta ochracea är en fjärilsart som beskrevs av Otto Staudinger 1881. Athaumasta ochracea ingår i släktet Athaumasta och familjen nattflyn. Inga underarter finns listade i Catalogue of Life.